# Grand Prix Australii 2016

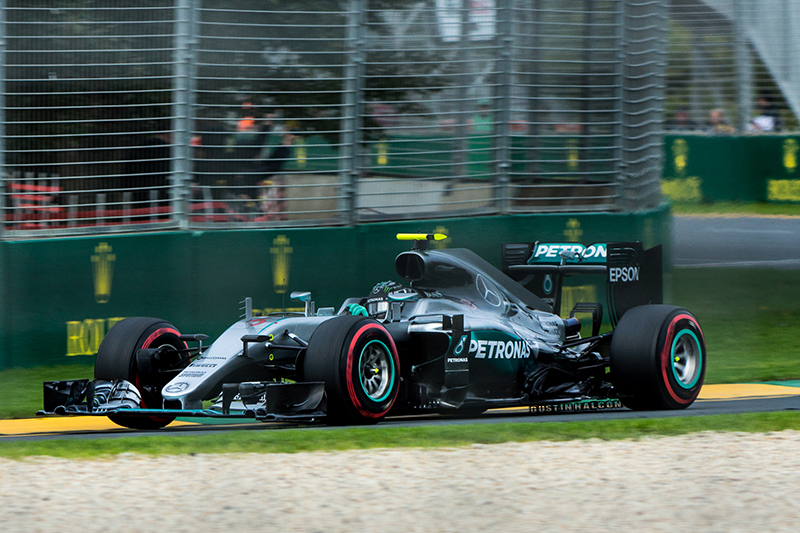
Nico Rosberg podczas Grand Prix Australii 2016

Grand Prix Australii 2016 (oficjalnie 2016 Formula 1 Rolex Australian Grand Prix) – pierwsza eliminacja Mistrzostw Świata Formuły 1 w sezonie 2016. Grand Prix odbyło się w dniach 18–20 marca 2016 roku na torze Albert Park Circuit w Melbourne.

## Lista startowa
Źródło: Wyprzedź Mnie!
| Nr | Kierowca          | Zespół                        | Samochód               | Silnik                         | Opony |
| -- | ----------------- | ----------------------------- | ---------------------- | ------------------------------ | ----- |
| 3  | Daniel Ricciardo  | Red Bull Racing               | Red Bull RB12          | TAG Heuer 1.6T V6              | P     |
| 5  | Sebastian Vettel  | Scuderia Ferrari              | Ferrari SF16-H         | Ferrari 059/5 1.6T V6          | P     |
| 6  | Nico Rosberg      | Mercedes AMG Petronas F1 Team | Mercedes F1 W07 Hybrid | Mercedes PU106C Hybrid 1.6T V6 | P     |
| 7  | Kimi Räikkönen    | Scuderia Ferrari              | Ferrari SF16-H         | Ferrari 059/5 1.6T V6          | P     |
| 8  | Romain Grosjean   | Haas F1 Team                  | Haas VF-16             | Ferrari 059/5 1.6T V6          | P     |
| 9  | Marcus Ericsson   | Sauber F1 Team                | Sauber C35             | Ferrari 059/5 1.6T V6          | P     |
| 11 | Sergio Pérez      | Sahara Force India F1 Team    | Force India VJM09      | Mercedes PU106C Hybrid 1.6T V6 | P     |
| 12 | Felipe Nasr       | Sauber F1 Team                | Sauber C35             | Ferrari 059/5 1.6T V6          | P     |
| 14 | Fernando Alonso   | McLaren Honda                 | McLaren MP4-31         | Honda RA616H 1.6T V6           | P     |
| 19 | Felipe Massa      | Williams Martini Racing       | Williams FW38          | Mercedes PU106C Hybrid 1.6T V6 | P     |
| 20 | Kevin Magnussen   | Renault Sport Formula 1 Team  | Renault R.S.16         | Renault RE16 1.6T V6           | P     |
| 21 | Esteban Gutiérrez | Haas F1 Team                  | Haas VF-16             | Ferrari 059/5 1.6T V6          | P     |
| 22 | Jenson Button     | McLaren Honda                 | McLaren MP4-31         | Honda RA616H 1.6T V6           | P     |
| 26 | Daniił Kwiat      | Red Bull Racing               | Red Bull RB12          | TAG Heuer 1.6T V6              | P     |
| 27 | Nico Hülkenberg   | Sahara Force India F1 Team    | Force India VJM09      | Mercedes PU106C Hybrid 1.6T V6 | P     |
| 30 | Jolyon Palmer     | Renault Sport Formula 1 Team  | Renault R.S.16         | Renault RE2016 1.6T V6         | P     |
| 33 | Max Verstappen    | Scuderia Toro Rosso           | Toro Rosso STR11       | Ferrari 059/4 1.6T V6          | P     |
| 44 | Lewis Hamilton    | Mercedes AMG Petronas F1 Team | Mercedes F1 W07 Hybrid | Mercedes PU106C Hybrid 1.6T V6 | P     |
| 55 | Carlos Sainz Jr.  | Scuderia Toro Rosso           | Toro Rosso STR11       | Ferrari 059/4 1.6T V6          | P     |
| 77 | Valtteri Bottas   | Williams Martini Racing       | Williams FW37          | Mercedes PU106C Hybrid 1.6T V6 | P     |
| 88 | Rio Haryanto      | Manor Racing MRT              | Manor MRT05            | Mercedes PU106C Hybrid 1.6T V6 | P     |
| 94 | Pascal Wehrlein   | Manor Racing MRT              | Manor MRT05            | Mercedes PU106C Hybrid 1.6T V6 | P     |
| Nr | Kierowca          | Zespół                        | Samochód               | Silnik                         | Opony |

## Wyniki

### Sesje treningowe
Źródło: Wyprzedź Mnie!
| Sesja | Nr | Kierowca       | Konstruktor | Czas     | Okr. |
| ----- | -- | -------------- | ----------- | -------- | ---- |
| 1     | 44 | Lewis Hamilton | Mercedes    | 1:29,725 | 14   |
| 2     | 44 | Lewis Hamilton | Mercedes    | 1:38,841 | 7    |
| 3     | 44 | Lewis Hamilton | Mercedes    | 1:25,624 | 24   |

### Kwalifikacje
Źródło: Wyprzedź Mnie!
| Poz. | Nr | Kierowca          | Konstruktor          | Q1       | Q2       | Q3       | Poz. s. |
| --- | --- | ----------------- | -------------------- | -------- | -------- | -------- | ------- |
| 1 | 44 | Lewis Hamilton    | Mercedes             | 1:25,351 | 1:24,605 | 1:23,837 | 1       |
| 2 | 6 | Nico Rosberg      | Mercedes             | 1:26,934 | 1:24,796 | 1:24,197 | 2       |
| 3 | 5 | Sebastian Vettel  | Ferrari              | 1:26,945 | 1:25,257 | 1:24,675 | 3       |
| 4 | 7 | Kimi Räikkönen    | Ferrari              | 1:26,579 | 1:25,615 | 1:25,033 | 4       |
| 5 | 33 | Max Verstappen    | Toro Rosso–Ferrari   | 1:26,934 | 1:25,615 | 1:25,434 | 5       |
| 6 | 19 | Felipe Massa      | Williams–Mercedes    | 1:25,918 | 1:25,644 | 1:25,458 | 6       |
| 7 | 55 | Carlos Sainz Jr.  | Toro Rosso–Ferrari   | 1:27,057 | 1:25,384 | 1:25,582 | 7       |
| 8 | 3 | Daniel Ricciardo  | Red Bull–TAG Heuer   | 1:26,945 | 1:25,599 | 1:25,589 | 8       |
| 9 | 11 | Sergio Pérez      | Force India–Mercedes | 1:26,740 | 1:25,753 | –        | 9       |
| 10 | 27 | Nico Hülkenberg   | Force India–Mercedes | 1:26,550 | 1:25,865 | –        | 10      |
| 11 | 77 | Valtteri Bottas   | Williams–Mercedes    | 1:27,135 | 1:25,961 | –        | 16      |
| 12 | 14 | Fernando Alonso   | McLaren–Honda        | 1:26,537 | 1:26,125 | –        | 11      |
| 13 | 22 | Jenson Button     | McLaren–Honda        | 1:26,740 | 1:26,304 | –        | 12      |
| 14 | 30 | Jolyon Palmer     | Renault              | 1:27,241 | 1:27,601 | –        | 13      |
| 15 | 20 | Kevin Magnussen   | Renault              | 1:27,297 | 1:27,742 | –        | 14      |
| 16 | 9 | Marcus Ericsson   | Sauber–Ferrari       | 1:27,435 | –        | –        | 15      |
| 17 | 12 | Felipe Nasr       | Sauber–Ferrari       | 1:27,958 | –        | –        | 17      |
| 18 | 26 | Daniił Kwiat      | Red Bull–TAG Heuer   | 1:28,006 | –        | –        | 18      |
| 19 | 8 | Romain Grosjean   | Haas–Ferrari         | 1:28,322 | –        | –        | 19      |
| 20 | 21 | Esteban Gutiérrez | Haas–Ferrari         | 1:29,606 | –        | –        | 20      |
| 21 | 88 | Rio Haryanto      | MRT–Mercedes         | 1:29,627 | –        | –        | 22      |
| 22 | 94 | Pascal Wehrlein   | MRT–Mercedes         | 1:29,642 | –        | –        | 21      |
| Poz. | Nr | Kierowca          | Konstruktor          | Q1       | Q2       | Q3       | Poz. s. |
| \| Legenda \| Legenda \| \| ------------------------ \| ---------------------------------------------------------------------------------------------------------------------------------------------------------------------------------------------------------------------------------------------------------------- \| \| Poz. Nr Q1 Q2 Q3 Poz. s. \| Pozycja zajęta w sesji kwalifikacyjnej Numer startowy kierowcy Wynik uzyskany w pierwszej części kwalifikacji Wynik uzyskany w drugiej części kwalifikacji Wynik uzyskany w trzeciej części kwalifikacji Pozycja startowa po uwzględnięniu kar, przesunięć, itp. \| | |                   |                      |          |          |          |         |
| Legenda | |                   |                      |          |          |          |         |
| Poz. Nr Q1 Q2 Q3 Poz. s. | Pozycja zajęta w sesji kwalifikacyjnej Numer startowy kierowcy Wynik uzyskany w pierwszej części kwalifikacji Wynik uzyskany w drugiej części kwalifikacji Wynik uzyskany w trzeciej części kwalifikacji Pozycja startowa po uwzględnięniu kar, przesunięć, itp. |                   |                      |          |          |          |         |

### Wyścig
Źródło: Wyprzedź Mnie!
| P                                                     | + / –     | Nr | Kierowca          | Konstruktor          | Okr. | Czas / Strata              | Komentarz |
| ----------------------------------------------------- | --------- | -- | ----------------- | -------------------- | ---- | -------------------------- | --------- |
| 1                                                     | 1         | 6  | Nico Rosberg      | Mercedes             | 57   | 1h48m15,565                |           |
| 2                                                     | 1         | 44 | Lewis Hamilton    | Mercedes             | 57   | +0:08,606                  |           |
| 3                                                     | Bez zmian | 5  | Sebastian Vettel  | Ferrari              | 57   | +0:09,643                  |           |
| 4                                                     | 4         | 3  | Daniel Ricciardo  | Red Bull–TAG Heuer   | 57   | +0:34,330                  |           |
| 5                                                     | 1         | 19 | Felipe Massa      | Williams–Mercedes    | 57   | +0:58,979                  |           |
| 6                                                     | 13        | 8  | Romain Grosjean   | Haas–Ferrari         | 57   | +1:12,081                  |           |
| 7                                                     | 3         | 27 | Nico Hülkenberg   | Force India–Mercedes | 57   | +1:14,199                  |           |
| 8                                                     | 3         | 77 | Valtteri Bottas   | Williams–Mercedes    | 57   | +1:15,153                  |           |
| 9                                                     | 2         | 55 | Carlos Sainz Jr.  | Toro Rosso–Ferrari   | 57   | +1:15,680                  |           |
| 10                                                    | 5         | 33 | Max Verstappen    | Toro Rosso–Ferrari   | 57   | +1:16,833                  |           |
| 11                                                    | 3         | 30 | Jolyon Palmer     | Renault              | 57   | +1:23,399                  |           |
| 12                                                    | 3         | 20 | Kevin Magnussen   | Renault              | 57   | +1:25,606                  |           |
| 13                                                    | 4         | 11 | Sergio Pérez      | Force India–Mercedes | 57   | +1:31,699                  |           |
| 14                                                    | 1         | 22 | Jenson Button     | McLaren–Honda        | 56   | +1 okr. (1 okr.)           |           |
| 15                                                    | 2         | 12 | Felipe Nasr       | Sauber–Ferrari       | 56   | +1 okr. (08,464)           |           |
| 16                                                    | 6         | 94 | Pascal Wehrlein   | MRT–Mercedes         | 56   | +1 okr. (79,472)           |           |
| Niesklasyfikowani                                     |           |    |                   |                      |      |                            |           |
|                                                       |           | 9  | Marcus Ericsson   | Sauber–Ferrari       | 38   | tylne koło                 |           |
|                                                       |           | 7  | Kimi Räikkönen    | Ferrari              | 21   | turbosprężarka             |           |
|                                                       |           | 88 | Rio Haryanto      | MRT–Mercedes         | 17   | układ przeniesienia napędu |           |
|                                                       |           | 21 | Esteban Gutiérrez | Haas–Ferrari         | 16   | kolizja z Alonso           |           |
|                                                       |           | 14 | Fernando Alonso   | McLaren–Honda        | 16   | kolizja z Gutiérrezem      |           |
| Nie wystartowali / niedopuszczeni do ponownego startu |           |    |                   |                      |      |                            |           |
|                                                       |           | 26 | Daniił Kwiat      | Red Bull–TAG Heuer   |      | elektronika                |           |
| P                                                     | + / –     | Nr | Kierowca          | Konstruktor          | Okr. | Czas / Strata              | Komentarz |

### Najszybsze okrążenie
Źródło: Wyprzedź Mnie!
| Nr | Kierowca         | Konstruktor        | Czas     | Okr. |
| -- | ---------------- | ------------------ | -------- | ---- |
| 3  | Daniel Ricciardo | Red Bull–TAG Heuer | 1:28,997 | 49   |

## Prowadzenie w wyścigu
Źródło: Racing–Reference.info
| Nr                              | Kierowca         | Okrążenia   | Suma |
| ------------------------------- | ---------------- | ----------- | ---- |
| 5                               | Sebastian Vettel | 1-12, 15-35 | 32   |
| 6                               | Nico Rosberg     | 35-57       | 22   |
| 7                               | Kimi Räikkönen   | 12-15       | 3    |
| 44                              | Lewis Hamilton   | 1           | 0    |
| \| Wykres \| \| ------ \| \| \| |                  |             |      |
| Wykres                          |                  |             |      |
|                                 |                  |             |      |

## Klasyfikacja po zakończeniu wyścigu

### Kierowcy
| P                 | +/− | Kierowca          | Starty | Punkty | P1 | P2 | P3 | PP | NO | NS |
| ----------------- | --- | ----------------- | ------ | ------ | -- | -- | -- | -- | -- | -- |
| 1                 | N   | Nico Rosberg      | 1      | 25     | 1  | –  | –  | –  | –  | –  |
| 2                 | N   | Lewis Hamilton    | 1      | 18     | –  | 1  | –  | 1  | –  | –  |
| 3                 | N   | Sebastian Vettel  | 1      | 15     | –  | –  | 1  | –  | –  | –  |
| 4                 | N   | Daniel Ricciardo  | 1      | 12     | –  | –  | –  | –  | 1  | –  |
| 5                 | N   | Felipe Massa      | 1      | 10     | –  | –  | –  | –  | –  | –  |
| 6                 | N   | Romain Grosjean   | 1      | 8      | –  | –  | –  | –  | –  | –  |
| 7                 | N   | Nico Hülkenberg   | 1      | 6      | –  | –  | –  | –  | –  | –  |
| 8                 | N   | Valtteri Bottas   | 1      | 4      | –  | –  | –  | –  | –  | –  |
| 9                 | N   | Carlos Sainz Jr.  | 1      | 2      | –  | –  | –  | –  | –  | –  |
| 10                | N   | Max Verstappen    | 1      | 1      | –  | –  | –  | –  | –  | –  |
| 11                | N   | Jolyon Palmer     | 1      | 0      | –  | –  | –  | –  | –  | –  |
| 12                | N   | Kevin Magnussen   | 1      | 0      | –  | –  | –  | –  | –  | –  |
| 13                | N   | Sergio Pérez      | 1      | 0      | –  | –  | –  | –  | –  | –  |
| 14                | N   | Jenson Button     | 1      | 0      | –  | –  | –  | –  | –  | –  |
| 15                | N   | Felipe Nasr       | 1      | 0      | –  | –  | –  | –  | –  | –  |
| 16                | N   | Pascal Wehrlein   | 1      | 0      | –  | –  | –  | –  | –  | –  |
| Niesklasyfikowani |     |                   |        |        |    |    |    |    |    |    |
|                   |     | Marcus Ericsson   | 1      | –      | –  | –  | –  | –  | –  | 1  |
|                   |     | Kimi Räikkönen    | 1      | –      | –  | –  | –  | –  | –  | 1  |
|                   |     | Rio Haryanto      | 1      | –      | –  | –  | –  | –  | –  | 1  |
|                   |     | Esteban Gutiérrez | 1      | –      | –  | –  | –  | –  | –  | 1  |
|                   |     | Fernando Alonso   | 1      | –      | –  | –  | –  | –  | –  | 1  |
|                   |     | Daniił Kwiat      | –      | –      | –  | –  | –  | –  | –  | –  |
| P                 | +/− | Kierowca          | Starty | Punkty | P1 | P2 | P3 | PP | NO | NS |

### Konstruktorzy
| P  | +/− | Konstruktor               | Starty | Punkty | P1 | P2 | P3 | PP | NO | NS |
| -- | --- | ------------------------- | ------ | ------ | -- | -- | -- | -- | -- | -- |
| 1  | N   | Mercedes                  | 2      | 43     | 1  | 1  | –  | 1  | –  | –  |
| 2  | N   | Ferrari                   | 2      | 15     | –  | –  | 1  | –  | –  | 1  |
| 3  | N   | Williams Mercedes         | 2      | 14     | –  | –  | –  | –  | –  | –  |
| 4  | N   | Red Bull Racing TAG Heuer | 1      | 12     | –  | –  | –  | –  | 1  | –  |
| 5  | N   | Haas Ferrari              | 2      | 8      | –  | –  | –  | –  | –  | 1  |
| 6  | N   | Force India Mercedes      | 2      | 6      | –  | –  | –  | –  | –  | –  |
| 7  | N   | Toro Rosso Ferrari        | 2      | 3      | –  | –  | –  | –  | –  | –  |
| 8  | N   | Renault                   | 2      | 0      | –  | –  | –  | –  | –  | –  |
| 9  | N   | McLaren Honda             | 2      | 0      | –  | –  | –  | –  | –  | 1  |
| 10 | N   | Sauber Ferrari            | 2      | 0      | –  | –  | –  | –  | –  | 1  |
| 11 | N   | MRT Mercedes              | 2      | 0      | –  | –  | –  | –  | –  | 1  |
| P  | +/− | Konstruktor               | Starty | Punkty | P1 | P2 | P3 | PP | NO | NS |